# La Guerre des planètes
Ne doit pas être confondu avec La Bataille des planètes.
Pour plus de détails, voir Fiche technique et Distribution.
La Guerre des planètes (I diafanoidi vengono da Marte) est un film italien de science-fiction réalisé par Antonio Margheriti, sorti en 1966.
Il s'agit du deuxième épisode de la tétralogie de science-fiction Gamma Un, du nom de la station spatiale où l'intrigue se situe. Il est précédé par Les Criminels de la galaxie et suivi par La Planète errante et La mort vient de la planète Aytin.

## Fiche technique
Sauf indication contraire, les informations mentionnées dans cette section peuvent être confirmées par la base de données cinématographiques IMDb,  présente dans la section « Liens externes ».
- Titre original : 
  - I diafanoidi vengono da Marte (litt. « Les Diaphanoïdes venus de Mars »)
  - I diafanoidi portano la morte (litt. « Les Diaphanoïdes apportent la mort »)
  - Polizia dello spazio contro UFO (litt. « Police de l'espace contre OVNI »)
- Titre français : La Guerre des planètes
- Réalisateur : Antonio Margheriti
- Scénario : Antonio Margheriti, Ivan Reiner, Renato Moretti (it)
- Photographie : Riccardo Pallottini
- Montage : Otello Colangeli
- Décors : Piero Poletto (it), Franco Calabrese
- Musique : Angelo Francesco Lavagnino
- Costumes : Berenice Sparano
- Trucages : Italia Cambi, Euclide Santoli
- Producteurs : Joseph Fryd, Walter Manley, Antonio Margheriti, Ivan Reiner
- Société de production : Mercury Film International, Southern Cross Feature Film Company
- Pays de production :  Italie
- Langue de tournage : italien
- Format : Couleur eastmancolor - 1,85:1 - Son mono - 35 mm
- Durée : 97 minutes (1h37)
- Genre : Film de science-fiction
- Dates de sortie :
  - Italie : 21 juillet 1966

## Distribution
- Tony Russel : Mike Halstead
- Lisa Gastoni : Connie Gomez
- Franco Nero : Jack Jacowitx
- Carlo Giustini : Ken
- Enzo Fiermonte : Werner
- Linda Sini : Tina Marlie
- Michel Lemoine : Dubois
- Franco Lantieri : Capitaine Tice
- Umberto Raho: Gal Maitland
- John Bartha: un terrien
- Marco Bogliani : le technicien de service au QG de l'UDSCO
- Calisto Calisti : Capitaine Janini
- Aldo Canti : un soldat
- Lynn Desmond : Capitaine Jeffries
- Corinne Fontaine : la sœur de Tina, l'hôtesse de Gamma Un
- Iver Gilborn : le docteur de l'UDSCO